# 西川瑞希
西川瑞希（日语：西川 瑞希，1992年11月16日—），是日本女性模特兒，出生於千葉縣，身高157公分，體重39公斤，血型A型，活躍於少女時尚雜誌《Popteen》popteen畢業，愛稱是「Mizukitty」（みずきてぃ），隸屬avex vanguard。

## 來歷

### 出道前
出生於千葉縣，在埼玉縣長大。高中一年級時因為憧憬濱崎步而成為辣妹。在開始寫部落格之後，迅速成為人氣部落客。被《Popteen》編輯部看中而作為模特兒出道。

### 模特兒活動
2010年6月，在時尚雜誌Popteen上以讀者模特兒之姿初次亮相。在同年的11月號中，和舟山久美子、村田莉、松岡里枝、鈴木奈奈、出岡美咲、椎名光、寿るい、河西美希、廣瀨麻伊一起被起用登上封面，是她第一次的封面亮相，並在同期雜誌上發表的讀者問卷「喜歡的Pop模特兒排名」中僅次於舟山，奪下第二名的成績。在2010年12月號時再度與舟山登上封面後，2011年1月號第一次單獨擔當封面。作為「Popteen」人氣第一的模特兒，最近也開始活躍於美容雜誌上。
2010年出演Juliet的單曲「アキラブ」、K.J. with Tiara的「君がいた冬」、三浦サリー的出道單曲「会いたくて… feat. JOYSTICKK」的MV。三首單曲在排行榜上都留下好成績，西川因此被稱為「PV女神」。
2015年8月從「Popteen」中畢業。

## 出演

### 雜誌
- Popteen（角川春樹事務所）專屬模特兒

### MV
- Juliet「アキラブ」（2010年）
- K.J. with Tiara「君がいた冬」（2010年）
- 三浦サリー「会いたくて… feat. JOYSTICKK」（2010年）
- 三浦サリー「ベビーフレンド feat. CICO from BENNIE K」（2011年）

## 外部連結
- （日語） 所屬事務所網站
- （日語） みずきてぃOfficial Blog - GREE （页面存档备份，存于）
- （日語） 西川瑞希Official Blog「Mizukitty」Powered by Ameba: （页面存档备份，存于）
- （日語） LINE BLOG （页面存档备份，存于）
- 西川瑞希的X（前Twitter）
- 西川瑞希的Instagram帳戶